# 浄福寺 (米子市)
浄福寺（じょうふくじ）は、鳥取県米子市淀江町にある真宗大谷派の寺院。山号は法蔵山。本尊は阿弥陀如来。

## 概要
鳥取藩史によれば1672年（寛文12年）に因幡国緑浄寺から分寺したことに始まり、伯耆国の被差別部落民を門徒として引き受ける。1910年（明治43年）5月2日、井上円了を浄福寺に招き講演会を開いた。

## 周辺
- 三輪神社